# Software Arte
Software arte faz referência a trabalhos de arte nos quais a criação do software, ou os conceitos que partem do software têm um papel importante; por exemplo: softwares que foram criados por artistas com a intenção de produzir uma "obra de arte". Mesmo que os videogames também tenham sido considerados software arte, o termo é geralmente utilizado para trabalhos únicos realizados e que geralmente não são interativos e não se enquadram nas definições mais usuais de "jogo".
A Software arte tem conseguido atrair a atenção de um público cada vez maior como disciplina artística desde o final dos anos 1990. É uma disciplina próxima e relacionada à Internet art, já que quase sempre está baseada na Internet, mais precisamente na World Wide Web, que também serve de espaço para discussão crítica e disseminação dos trabalhos. A Browser arte é um outro desdobramento importante na categoria da Software arte.
Desde os anos 2000, a software arte tornou-se um gênero artístico que passou a ser analisado e categorizado pelas escolas de arte, tendo alcançado alguns méritos importantes, como participações em bienais de arte contemporânea em algumas partes do mundo. Cabe lembrar que no Brasil a arte contemporânea ainda não compreendeu bem o impacto das tecnologias na arte, na produção de imagens e na forma de distribuição da informação. Além disso, a crítica no Brasil parece ter ficado cega diante da modificação profunda na perceppção a que fomos submetidos quando da inserção do computador nas artes visuais em geral, para isto basta observar a mínima participação dessa mídia nas Bienais de arte na cidade de São Paulo, por exemplo. Por outro lado, festivais de arte eletrônica e digital, como o FILE Electronic Language International Festival (São Paulo), o Transmediale (Berlin), o Prix Ars Electronica (Linz) e o readme (Moskow, Helsinki, Aarhus, Dortmund) tem dedicado uma atenção considerável a esse meio e auxiliado, dessa forma, a trazer para uma audiência mais ampla de acadêmicos e teóricos essa forma de se utilizar o computador para produzir imagens e interação.

## Seleção de artistas e trabalhos
- Amy Alexander. Seu trabalho faz referência à natureza do software e ao potencial criativo que o papel do software tem em nossa sociedade.
- Thomas Briggs é um artista que utiliza metodologias de animação e de visualização científica para gerar desenhos de grande complexidade.
- Carnivore, criado pelo Radical Software Group, é uma paródia artística de um sistema de grampos com o mesmo nome (Carnivore (software)), criado pelo FBI.
- Log-cam, criado por Rafael Marchetti (Argentina) do duo Influenza com a Raquel Rennó (Brasil), o trabalho é uma reflexão sobre a interferência do software na geração de imagens e um dos mais elaborados trabalhos de Software Arte existentes.
- Pall Thayer é uma artista Islandês que cria software arte a partir dos elementos da cultura on-line que servem de base para suas obras áudiovisuais. Seu trabalho mais imporante é PANSE and On Everything.
- Scott Draves é conhecido por ter criado o Electric Sheep em 1999, o Bomb visual-musical em 1995, e o algoritmo Fractal flame em 1992.
- O grupo baseado em Londres I/O/D criou o Web Stalker em 1998 - um browser alternativo e simples que cria mapas de websites em vez de mostrá-los separadamente em páginas.
- Jaromil, é autor de várias aplicações GNU/Linux e publicou os trabalhos shell forkbomb
- Miltos Manetas e Bob Holmes criam sites que são assinados, exibidos e vendidos em galerias ao redor do mundo como obras de arte.
- Netochka Nezvanova é autora do nebula.m81, um browser experimental premiado no Transmediale em 2001 na categoria "software artístico"
- C.E.B. Reas programa softwares generativos e interativos com o intuito de criar desenhos animados baseados na tela do computador. Examplos: Tissue, MicroImage e Articulate. Reas já apresentou o seu trabalho no Ars Electronica, no SoftWhere '08 workshop na UCSD e em vários outros festivais internacionais.
- Adrian Ward ganhou inúmeros prêmios internacionais pelo seu trabalho Signwave Auto-Illustrator, uma aplicação para design gráfico que parodia o Adobe Photoshop.
- Z, (aka Tristan Zand), é criador de aplicações opensource e sistemas de administração de conteúdo on-line (e.g. bolinos , sqeleton ) e escreve regularmente em BassOMatic.
- ZNC browser é uma obra de software arte criada por Peter Luining que traduz o código HTML em cores e som, tornando, de forma artística, o "processo" de funcionamento do browser transparente.